# 남목마성
남목마성(南牧馬城)은 울산광역시 동구 동부동에 있는 담장이다. 1998년 10월 19일 울산광역시 기념물 제18호로 지정되었다.

## 현지 안내문
마성(馬城)은 말이 도망가는 것을 막기 위해 목장 둘레를 돌로 막아 쌓은 담장이다. 조선시대에는 나라에서 쓸 말을 기르기 위해 주로 해안가와 섬 등을 중심으로 200여개의 목장을 설치하였다. 울산지역의 목장은 조선전기에 방어진목장[구목장], 방암산목장, 이길곶목장 등 모두 3개의 목장이 설치되었으나, 방암산목장과 이길곶목장은 완성을 보지 못하고 바로 폐지된 것으로 보인다.
울산에 있는 목장은 중앙의 사복시 소속의 목장으로『경상도속찬지리지(慶尙道續撰地理誌)』(1469년)에 의하면 「방어진에 목장이 있었으며, 여기에서 키운 말이 360필, 그 둘레가 47리」라는 기록이 있다. 또한 『해동제국기(海東諸國記)』(1471년)에 실려 있는 「염포지도(鹽浦之圖)」에는 염포와 양정의 경계선을 따라 심천곡을 거쳐 성골에서 강동동의 경계에까지 마성이 있었음을 보여주고 있다.
「학성지(鶴城誌)」(1749년)에는 1651년에 새로운 마성을 쌓았다는 기록이 있는데, 실제로 남목마성에서「順治八年(1651) 辛卯二月日 周回三百七十七步築 」이란 명문이 새겨진 바위가 발견되어 이 성이 1651년 쌓은 신 마성임이 밝혀졌다.
신마성의 규모는 『목장지도(1663)』에 동서 10리. 남북 15리, 『학성지(1749)』에 3,626보(步), 『울산부읍지(1832)』에 1,930보, 『울산목장목지(1871)』에 1,913파(把) 등으로 기록되어 있다.
현재의 남목마성은 염포동 중리와 성내 경계지점에서부터 남목으로 넘어오는 도로 남쪽 산기슭을 지나 동쪽으로 미포에까지 5.1km에 이르고 있다.  남목마성의 도면상 전체 길이는 약 5.11km정도에 달한다. 성벽은 내벽과 외벽으로 된 협축(夾築)이 기본이며 너비 1.8〜2m, 높이 1.5〜2m정도 남아있다. 신마성과 관련한 기록 중 1651년 칠읍갱축(七邑更築) 이라 하여 마성을 쌓을 때에 울산, 문경, 청도, 밀양, 영천, 경주의 주민들이 동원되었음을 알 수 있다. 또한, 성벽에서 언양, 청도, 흥해 등의 지명이 새겨진 성돌이 발견되어 구간을 나눠 축성하였음을 알 수 있다. 이 남목마성은 1897년(고종 34)에 폐지되었다. 이 지역의 원래 명칭은 ‘남목(南木)’이었으나, 목장이 설치되었기 때문에 ‘남목(南牧)’으로 바뀌게 되었다고 전한다.

## 참고 자료
- 남목마성 - 국가유산청 국가유산포털